# 瓦洛乡
瓦洛乡，是中华人民共和国四川省凉山彝族自治州普格县下辖的一个乡镇级行政单位。

## 行政区划
瓦洛乡下辖以下地区：
瓦洛村、布尔村、火山村、八拉村、哄子村和跃进村。